# Ludo Peeters
Ludo Peeters (Hoogstraten, 9 augustus 1953) is een voormalig Belgisch wielrenner. Hij was prof tussen 1974 en 1990.
Peeters was een verdienstelijk renner. Hij reed een groot deel van zijn carrière in ploegen samen met, en later bij, Jan Raas. Tien keer nam Peeters deel aan de Ronde van Frankrijk en reed de ronde ook iedere keer uit. Hij won er drie etappes en droeg tweemaal een dag de gele trui en won eenmaal het Combinatieklassement. Naast etappekoersen kon Peeters ook in eendaagse wedstrijden goed uit de voeten.

## Belangrijkste overwinningen
1974
10e etappe Ronde van Polen
1976
Flèche Hesbignonne-Cras Avernas
1977
Parijs-Brussel
4e etappe Ronde van Nederland
Proloog Midi Libre
Omloop Mandel-Leie-Schelde
Proloog Ronde van de Aude
1978
Eindklassement Ronde van Luxemburg
1979
Parijs-Brussel
Omloop Mandel-Leie-Schelde
Druivenkoers
1980
Grote Scheldeprijs
14e etappe Ronde van Frankrijk
9e etappe (deel A) Ronde van Zwitserland
4e etappe (deel B) Ronde van België
1981
2e etappe Ronde van Romandië
7e etappe (deel B) Ronde van Catalonië
1982
Rund um den Henninger-Turm
1e en 9e (deel A, TTT) etappe Ronde van Frankrijk
1983
Rund um den Henninger-Turm
Blois-Chaville (Parijs-Tours)
GP Impanis
2e etappe Ster van Bessèges
1984
Grote Scheldeprijs
1985
Kampioenschap van Zürich
1e etappe Ronde van België
Eindklassement Ronde van België
Grote Herfstprijs (Parijs-Tours)
2e etappe Ronde van de Aude
1986
7e etappe Ronde van Frankrijk
1987
Kuurne-Brussel-Kuurne

## Resultaten in voornaamste wedstrijden
| Jaar | Ronde van Italië | Ronde van Frankrijk | Ronde van Spanje |
| ---- | ---------------- | ------------------- | ---------------- |
| 1974 |                  |                     |                  |
| 1975 |                  |                     |                  |
| 1976 |                  |                     |                  |
| 1977 |                  |                     |                  |
| 1978 |                  |                     |                  |
| 1979 |                  | 36e                 |                  |
| 1980 |                  | 8e (1)              |                  |
| 1981 |                  | 59e                 |                  |
| 1982 |                  | 34e (1)             |                  |
| 1983 |                  |                     |                  |
| 1984 |                  | 57e                 |                  |
| 1985 |                  | 48e                 |                  |
| 1986 |                  | 69e (1)             |                  |
| 1987 |                  | 96e                 |                  |
| 1988 |                  | 89e                 |                  |
| 1989 |                  | 63e                 |                  |
| 1990 |                  |                     |                  |

| Jaar | Milaan-San Remo | Gent-Wevelgem | Ronde van Vlaanderen | Parijs-Roubaix | Amstel Gold Race | Luik-Bast.‑Luik | Ronde van Lombardije | Parijs-Tours | Parijs-Brussel | Rund um den Henninger-Turm |  | WK op de weg |  | Wereldranglijsten |
| ---- | --------------- | ------------- | -------------------- | -------------- | ---------------- | --------------- | -------------------- | ------------ | -------------- | -------------------------- |  | ------------ |  | ----------------- |
| 1974 |                 |               |                      |                |                  |                 |                      | 36e          | 28e            |                            |  |              |  |                   |
| 1975 |                 |               | 48e                  |                | 23e              |                 |                      | 28e          | 23e            |                            |  |              |  |                   |
| 1976 |                 | 14e           |                      | 27e            |                  |                 |                      | 77e          |                | 18e                        |  |              |  |                   |
| 1977 | 26e             | 8e            |                      |                | 52e              | 18e             |                      | 45e          | Goud           |                            |  | opgave       |  | 23e (SPP)         |
| 1978 |                 | 5e            | 23e                  |                |                  | 10e             |                      |              | 10e            |                            |  | opgave       |  |                   |
| 1979 |                 | 27e           |                      |                |                  | 14e             | 6e                   | 103e         | Goud           |                            |  |              |  |                   |
| 1980 | 20e             |               |                      | 9e             |                  | 6e              | ↑                    |              |                |                            |  | opgave       |  | 17e (SPP)         |
| 1981 |                 | 7e            |                      |                | 34e              | 4e              |                      |              | 29e            |                            |  |              |  |                   |
| 1982 |                 | 37e           |                      | 8e             | 7e               |                 |                      | 7e           |                | Goud                       |  | 23e          |  | 17e (SPP)         |
| 1983 |                 | 9e            | ↑                    |                |                  | 33e             |                      | ↑            | 24e            | Goud                       |  | opgave       |  | 6e (SPP)          |
| 1984 | 21e             | 12e           |                      | 17e            | 35e              |                 | ↑                    | 20e          | 11e            | 7e                         |  | 12e          |  | 21e (SPP)         |
| 1985 | 64e             |               |                      | 18e            | 7e               | 58e             |                      | ↑            | 61e            |                            |  |              |  | 13e (SPP)         |
| 1986 |                 | 6e            | 18e                  | 5e             |                  |                 |                      | 21e          |                | 45e                        |  | 9e           |  |                   |
| 1987 | 62e             | 9e            | 9e                   |                | 20e              | 61e             |                      |              |                |                            |  |              |  |                   |
| 1988 | 35e             | 4e            | 37e                  | 37e            |                  |                 |                      |              | 17e            |                            |  |              |  | 70e (UWB)         |
| 1989 |                 | 40e           | 33e                  | 11e            |                  | 54e             |                      |              |                | 10e                        |  |              |  |                   |
| 1990 |                 | 92e           |                      |                |                  |                 |                      |              |                | 20e                        |  |              |  |                   |